# François Claessens
Pour les articles homonymes, voir Claessens.
François Claessens est un gymnaste belge né le 2 octobre 1897 à Berchem et mort le 29 septembre 1971 à Anvers.

## Carrière
Il fait partie de l'équipe de Belgique qui remporte la médaille d'argent au concours général par équipes aux Jeux olympiques d'été de 1920 se tenant à Anvers.